# Беньямин, Вальтер
Ва́льтер Бе́ньямин (нем. Walter Benjamin; 15 июля 1892, Берлин, Германская империя — 27 сентября 1940, Портбоу, Испания) — немецкий философ, теоретик культуры, эстетик, литературный критик, эссеист и переводчик. Один из самых влиятельных философов культуры XX века. Работы Беньямина лежат в основе современного понимания модернизма. Основоположник современной теории фотографии, стоял у истоков изучения массмедиа.

## Биография
Вальтер Бенедикт Шёнфлис-Беньямин родился 15 июля 1892 года в Берлине в богатой еврейской семье представителей среднего класса Эмиля Беньямина и Паулины Шёнфлис. Отец занимался торговлей и инвестициями. Кроме Вальтера в семье было два ребёнка Георг 1895 года рождения и Дора 1901 года рождения.
По материнской линии — в родстве с Генрихом Гейне. В 1917—1930 годах состоял в браке с Дорой Кельнер, с которой развёлся ради Анны Лацис. В декабре—январе 1926—1927 годов, стремясь наладить отношения с Лацис, посетил Москву. Путешествие в СССР было предпринято на авансовые средства, выделенные Мартином Бубером в счёт будущих статей об СССР для журнала Die Kreatur. По некоторым данным, другой причиной путешествия Беньямина стало банкротство антикварного предприятия его отца: философ отправился в Советский Союз в том числе и в поиске изданий, с которыми он мог бы сотрудничать в качестве корреспондента — что ему не удалось. В Москве Беньямин регулярно ходил в театр, много писал, работал в архивах. Результатом поездки стали четыре статьи, опубликованные в январе 1927 года и эссе «Москва», законченное уже после возвращения из СССР. Будучи в Москве, Беньямин также регулярно вёл дневник, в котором описывал впечатления о советской столице и касался своих мучительных отношений с Анной Лацис и Бернхардом Райхом. «Московский дневник», сохранившийся среди архивных материалов, был впоследствии опубликован.

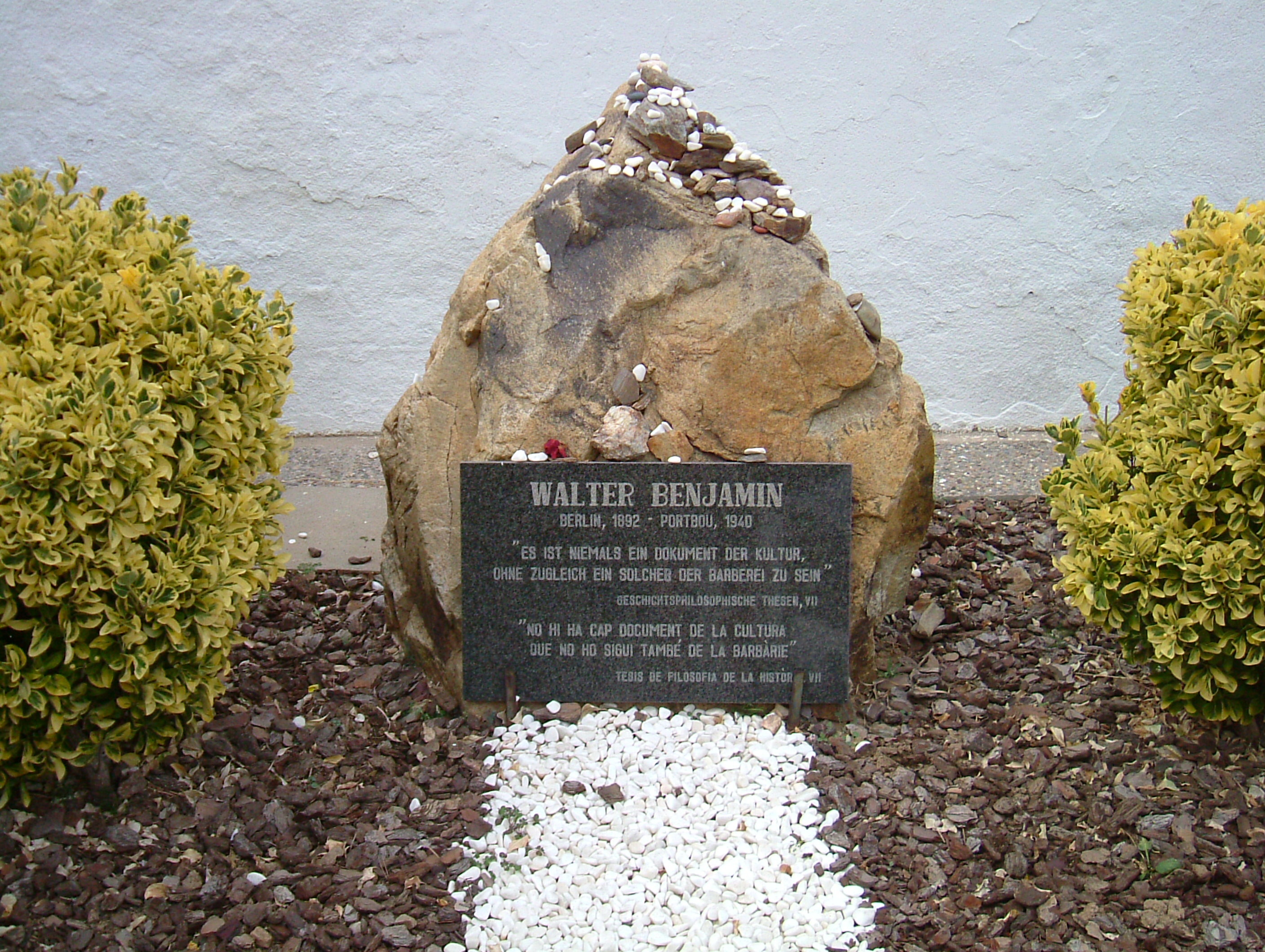
Надгробие Вальтера Беньямина

Будучи евреем, антифашистом и левым радикалом, после прихода к власти нацистов эмигрировал во Францию. После оккупации Франции в 1940 году собирался выехать через Испанию в США, уже эвакуировав туда большую часть архива. Лиза Фиттко успешно перевела его через Пиренеи. Однако на пограничном пункте с Испанией, в Портбоу, ему было заявлено, что лица, не имеющие визы, должны быть возвращены во Францию. Беньямину было разрешено переночевать в местной гостинице «Hotel de Francia», где он в ночь с 26 на 27 сентября 1940 года покончил жизнь самоубийством, отравившись морфином.
На другой день, под впечатлением от трагедии, испанцы пропустили всю группу (она благополучно добралась до Лиссабона 30 сентября), а через несколько дней вовсе сняли ограничения. Благодаря этому через испанскую границу смогла переправиться и Ханна Арендт, испытавшая большое влияние идей Беньямина, которая и перевезла в США один из вариантов его текста «О понятии истории», обнародованный ею под названием «Тезисы по философии истории».
В Берлине на доме 66 по Принцрегентенштрассе, где Беньямин жил с 1930 по 1933 год, находится мемориальная доска. А недалеко от Курфюрстендамм — площадь Вальтера Беньямина.
Жизни и гибели Беньямина посвящён роман Бруно Арпайи «Ангел истории» (2001), опера Брайана Фернихоу «Тёмное время» (2004) и др.

## Взгляды

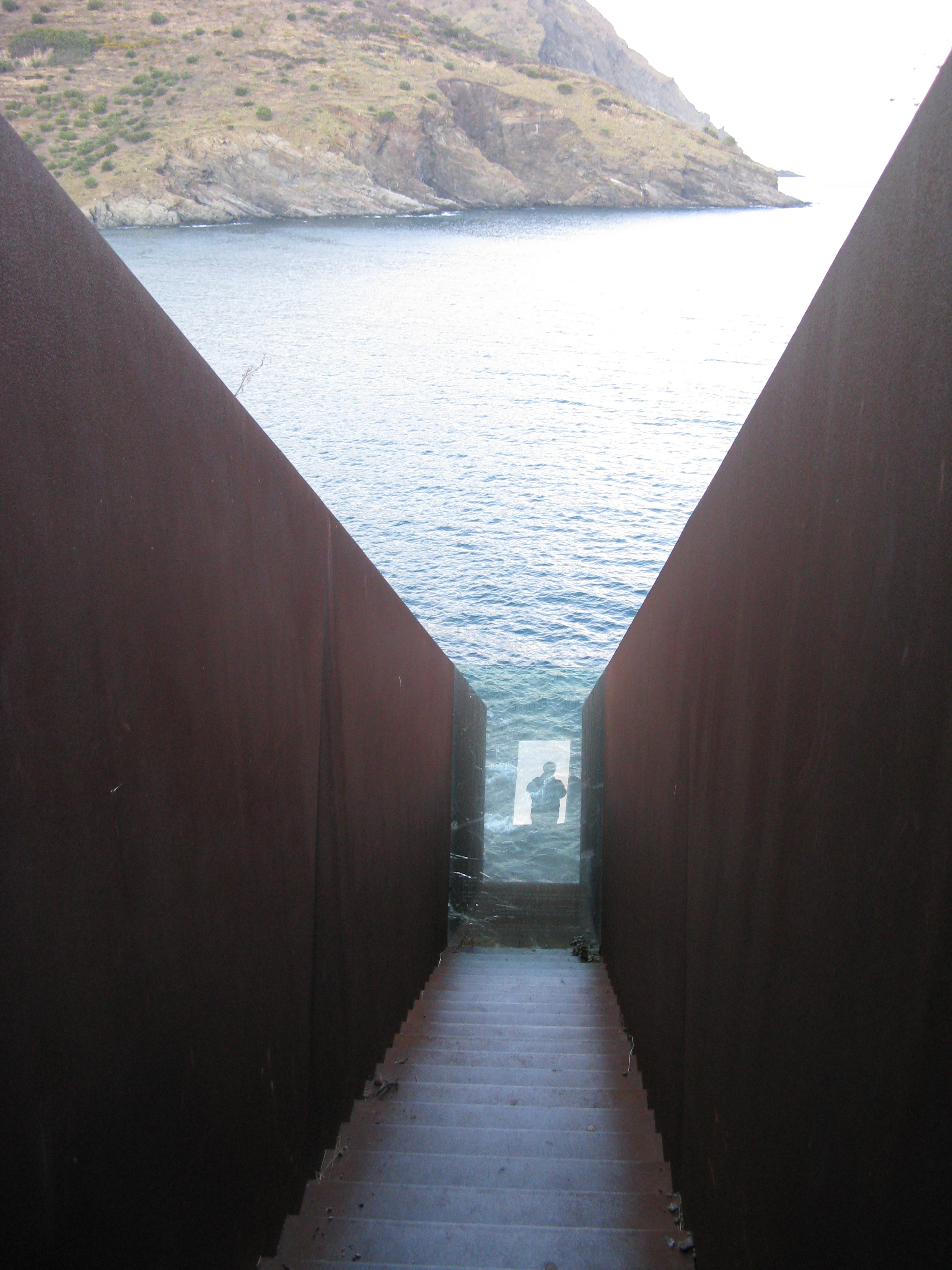
Дани Караван. Мемориал Вальтера Беньямина в Портбоу

Испытал сильное влияние марксизма (который своеобразно сочетал с традиционным еврейским мистицизмом и психоанализом), стоял у истоков Франкфуртской школы. Самая известная в России работа — «Произведение искусства в эпоху его технической воспроизводимости»; ему принадлежит ставшая в наше время общераспространённой идея об ауре, которую теряет тиражируемый шедевр. Проводник французской культуры, переводил Марселя Пруста и Шарля Бодлера, которому посвятил ряд работ, где изложены его исторические взгляды. Многие работы (например, предвосхитившая исторический подход второй половины XX века книга «Берлинское детство на рубеже веков») изданы посмертно. Свои взгляды на философию и методологию истории предполагал изложить в работе, посвященной парижским пассажам XIX века, которая осталась незаконченной (наброски и архивные материалы к ней сегодня также изданы). В наиболее концентрированном виде историческая концепция Беньямина изложена в его статье «О понятии истории».
Знаменитая статья «Произведение искусства в эпоху его технической воспроизводимости» (1936) во многом перекликается с работами Дьёрдя Лукача «Теория романа» (1916) и Эрнста Блоха «Дух утопии» (1918).
Ханна Арендт, хорошо знавшая Беньямина, называла его мастером поэтической мысли.
Получило известность мнение Беньямина о политизации эстетики:

На фашистскую эстетизацию политики мы, левые, должны ответить политизацией эстетики.— Евгений Добренко: «Сталин — отец этого народа»

## Известность
Популярность идеи Беньямина стали приобретать во второй половине XX века. Особая заслуга в этом среди коллег и друзей Беньямина принадлежит Теодору Адорно и Гершому Шолему. Именно они, прежде всего Адорно, стремились комплексно, системно познакомить европейского читателя с работами и идеями мыслителя. Однако Адорно представил, прежде всего, Беньямина-философа, Беньямина-теоретика культуры. Другие стороны творчества Беньямина долгое время оставались скрытыми для исследователей, им не уделялось достаточного внимания.
Адорно не разделял труды Беньямина по значимости и «нужности». Поэтому буквально все обнаруженные — опубликованные и неопубликованные при жизни мыслителя — материалы, имеющие к нему отношение, в том числе записи, заметки, относящиеся к процессу работы над отдельными исследованиями, Адорно постарался собрать в одном месте и в результате этого в университете Франкфурта-на-Майне, где работал философ, возник «архив Беньямина», который он хранил и предоставлял для изучения. Именно материалы этого архива легли в основу «Gesammelte Schriften» Беньямина, над подготовкой которого Адорно работал в последние годы жизни.
Беньямин стал восприниматься как пример идейного сопротивления устоявшимся концепциям общественных наук, включая марксизм, которые ограничивали критический взгляд на события и явления. Показательна история Базисной группы Института Вальтера Беньямина, сформированной на короткое время студентами в конце зимнего семестра 1967/1968 в знак несогласия с традиционной системой преподавания германистики. Интересно, что Теодор Адорно этот молодёжный протест не поддержал.
В период с 1972 по 1989 год осуществлялось издание семи томов «Gesammelte Schriften». В период с 1995 до 2000 годы было опубликовано шесть томов писем Беньямина известным и неизвестным адресатам в период с 1910 по 1940 год.
Сегодня изучение наследия Беньямина осуществляется на основе материалов Архива Вальтера Беньямина, который находится в Академии искусств в Берлине, куда в 2004 году были переданы материалы «архива Беньямина» из Франкфурта-на-Майне и где к тому времени были сконцентрированы материалы, собранные в ГДР.
По данным современного исследователя, специалиста по Франкфуртской школе Дэвида Кауфманна, с 2005 по 2010 год только на английском было опубликовано более 300 книг и статей, посвящённых Беньямину. Кауфманн пишет:

Всегда было трудно точно определить Беньямина. Марксист-уклонист, еврей-еретик, диссидентствующий социальный теоретик, дух деконструкции — он был столь многим для столь многих. Равным образом сложно дать описание того, что он сделал, отчасти потому, что Америка не производит подобных интеллектуалов. Его основные работы были написаны в Берлине в 1920-е, а затем в Париже в 1930-е годы; Беньямин не был просто книжным обозревателем, хотя хотел быть лучшим в Германии. Он едва ли был журналистом, хотя значительная часть из множества его работ была написана для газет. Он не был философом, но его рассматривают в таком качестве. Если использовать старомодное выражение, Беньямин был литератором. Но даже это не будет справедливым.
В 2022 году российский  философ Игорь Чубаров создал Telegram-канал «Radio Benjamin».

## Сочинения

### Основные сочинения
- Zur Kritik der Gewalt (Критика насилия / 1921).
- Goethes Wahlverwandtschaften (Goethe’s Elective Affinities / 1922),
- Ursprung des deutschen Trauerspiels («Происхождение немецкой барочной драмы», 1928)
- Einbahnstraße («Улица с односторонним движением», 1928),
- Das Kunstwerk im Zeitalter seiner technischen Reproduzierbarkeit («Произведение искусства в эпоху его технической воспроизводимости», 1936)
- Berliner Kindheit um neunzehnhundert («Берлинское детство на рубеже веков» / 1950, опубликовано посмертно),
- Über den Begriff der Geschichte («О понятии истории», 1939; опубликовано посмертно).
- Das Paris des Second Empire bei Baudelaire (The Paris of the Second Empire in Baudelaire / 1938)

Почти все работы Беньямина и архивные документы, а также письма изданы в:
- Gesammelte Schriften. 7 Bände. Frankfurt/M., 1972—1989.
- Gesammelte Briefe. 6 Bände. Frankfurt/M., 1995—2000.

### Книги на русском
- Беньямин В. Произведение искусства в эпоху его технической воспроизводимости. Избранные эссе / Под. ред. Ю. А. Здорового — М.: Медиум, 1996[8].
- Беньямин В. Московский дневник / Пер. с нем. и прим. С. Ромашко; общ. ред. и послесл. М. Рыклина; предисл. Г. Шолема. — М.: Ad Marginem, 1997. — 224 с. — (Философия по краям). — ISBN 5-88059-029-1[9]
- Беньямин В. Озарения / Пер. Н. М. Берновской, Ю. А. Данилова, С. А. Ромашко. — М.: Мартис, 2000. — 376 с[10]
- Беньямин В. Франц Кафка = Franz Kafka / Пер. М. Рудницкого. — М.: Ad Marginem, 2000. — 320 с. — (Философия по краям). — ISBN 5-93321-015-3[11].
- Беньямин В. Происхождение немецкой барочной драмы. — М.: Аграф, 2002. — 288 с. — ISBN 5-7784-0210-4
- Беньямин В. Маски времени: эссе о культуре и литературе = Masken der Zeit: Essays zur Kultur und Literatur / Пер. с нем. и фр.; сост., предисл. и примеч. А. Белобратова. — СПб.: Симпозиум, 2004. — 478 с. — (IQ) ISBN 5-89091-235-6
- Беньямин В. Учение о подобии. Медиаэстетические произведения. — М.: РГГУ, 2012. — 288 с. — ISBN 978-5-7281-1276-1
- Беньямин В. Улица с односторонним движением / Пер. с нем. под редакцией И. Болдырева. — М.: Ad Marginem, 2012. — ISBN 978-5-91103-123-7
- Беньямин В. Берлинское детство на рубеже веков / Пер. с нем. Г. В. Снежинской, науч. ред. А. В. Белобратова. — М.: Ad Marginem; Екатеринбург: «Кабинетный учёный», 2012. — 144 с.
- Беньямин В. Центральный парк / Пер. с нем. А. Ярина. — М.: Grundrisse, 2015. — 128 с. — ISBN 978-5-904099-15-2
- Беньямин В. Краткая история фотографии / Пер. С. Ромашко. — М.: Ad Marginem, 2015.— 143 с.
- Беньямин В. Бодлер. — М.: Ad Marginem, 2015. — 224 с.
- Беньямин В. Люди Германии. Антология писем XVIII—XIX вв.. / Пер. с нем. А. Глазовой, М. Лепиловой, С. Ромашко, А. Ярина. — М.: Grundrisse, 2015. — 196 с. ISBN 978-5-904099-16-9
- Беньямин В. Московский дневник / Пер. с нем. С. Ромашко. — М.: Garage; Ad Marginem, 2014. — 264 с. — ISBN 978-5-91103-126-8.
- Беньямин В. О коллекционерах и коллекционировании / Пер. с нем. С. Ромашко и Н. Бакши. — М.: ЦЭМ, V-A-C press, 2018. — 104 с. — 1500 экз. — ISBN 978-5-9909519-8-3.
- Беньямин В. Девять работ / Пер. с нем. С. Ромашко. — М,: Группа Компаний «РИПОЛ классик» / «Панглосс», 2019. — 223с. — (Серия «Фигуры Философии») ISBN 978-5-386-12532-5
- Беньямин В. Сны и рассказы. М.: Носорог, 2025. ISBN 978-5-605-08199-9

### Статьи на русском
- Беньямин В. Я распаковываю свою библиотеку (речь собирателя книг) / Пер. Н. Тишковой // Человек читающий. HOMO LEGENS. Писатели XX века о роли книги в жизни человека и общества / Сост. С. И. Бэлза. — М.: Прогресс, 1983. — С. 278—287. (1931)
- Беньямин В. Париж — столица XIX века // Историко-философский ежегодник. 1990. — М., 1991. (Публ. 1955; тезисы незавершённых «Парижских пассажей».)
- Беньямин В. Возражение Оскару А. Г. Шмицу // Киноведческие записки. — № 58. — С. 106—108[12].
- Беньямин В. Agesilaus Santander // Иностранная литература. — 1997. — № 12.
- Беньямин В. Теория искусства ранних романтиков и Гёте. / Перевод и послесловие Сигурдура Инголфссона, при участии О. В. Никифорова // Логос. — 1993. — № 4. — С. 151—175[13]
- Беньямин В. Роберт Вальзер. / Пер. А. Глазовой
- Беньямин В. Центральный парк. / Пер. с нем. А. Ярина // Иностранная литература. — 1997. — № 12.
- Беньямин В. Франц Кафка / Пер. с нем. и прим. Г. Ноткина // Звезда. — 2000. — № 8.
- Беньямин В. О понятии истории. web.archive.org. Дата обращения: 13 мая 2006. / Пер. с нем. и коммент. С. Ромашко // Новое литературное обозрение. — 2000. — № 46.
- Беньямин В. О некоторых мотивах у Бодлера (отрывок) / Пер. А. Магуна // Синий диван. — № 1, 2002. — С. 107—124.
- Беньямин В. Поль Валери // Вестник Европы. — 2002. — № 7—8[14].
- Беньямин В. Сюрреализм. Моментальный снимок нынешней европейской интеллигенции. / Пер. с нем. И. Болдырева // Новое литературное обозрение. — 2004. — № 68.
- Беньямин В. Историко-философские тезисы. / Пер. с нем. В. Биленкина // Левая Россия. — № 7 (20). — 19 марта 2001.
- Беньямин В. Задача переводчика. Предисловие к переводу «Парижских картин» Бодлера.
- Беньямин В. Москва.
- Беньямин В. К портрету Пруста.
- Беньямин В. Автор как производитель (Выступление в Институте изучения фашизма в Париже 27 апреля 1934 года). / Пер. Б. М. Скуратов, И. М. Чубаров // Логос. — 2010. — № 4. — С. 122—142.
- Беньямин В. Два стихотворения Фридриха Гёльдерлина («Мужество поэта» — «Робость»). / Пер. c нем. И. Болдырева под ред. А. Глазовой // Носорог. № 8 — 2018. C. 81-100.